# مدال زبابي كووان
مدال زبابي كووان (الاسم العلمي: Microgale cowani)، نوع من الثدييات المنتمية إلى فصيلة المداليات. موطنه مدغشقر.